# Ryszard Zapała
Ryszard Zapała (ur. 21 marca 1940 w Kielcach, zm. 1 maja 2012 tamże) – polski kolarz szosowy, reprezentant Polski.

## Życiorys
Był zawodnikiem klubów Lechia Kielce (1955–1957), Piast Chęciny (1958–1960 i 1963–1967), Flota Gdynia (1961–1962), SHL Kielce (1968–1969). W reprezentacji Polski wystąpił na mistrzostwach świata w 1963, zajmując 49. miejsce w wyścigu indywidualnym ze startu wspólnego. W 1963 był siódmym kolarzem Tour de Pologne, wygrał wówczas jeden z etapów i przez jeden etap jechał w koszulce lidera. W 1964 zajął 5. miejsce w klasyfikacji indywidualnej Wyścigu Pokoju. Był zwycięzcą memoriału im. W. Skopenki (1963) i Wyścigu dookoła Serbii (1967).
W 1963 i 1964 wybierano go najlepszym sportowcem Kielecczyzny w Plebiscycie „Słowa Ludu”.